# Eutima gegenbauri
Eutima gegenbauri is een hydroïdpoliep uit de familie Eirenidae. De poliep komt uit het geslacht Eutima. Eutima gegenbauri werd in 1864 voor het eerst wetenschappelijk beschreven door Haeckel. 